# Керролл (округ, Меріленд)
Шаблон:StateAbbr_ 39°34′ пн. ш. 77°01′ зх. д. / 39.57° пн. ш. 77.02° зх. д.
Округ Керролл (англ. Carroll County) — округ (графство) у штаті Меріленд, США. Ідентифікатор округу 24013.

## Історія
Округ утворений 1837 року.

## Демографія
За даними перепису
2000 року
загальне населення округу становило 150897 осіб, зокрема міського населення було 86055, а сільського — 64842.
Серед мешканців округу чоловіків було 74470, а жінок — 76427. В окрузі було 52503 домогосподарства, 41094 родин, які мешкали в 54260 будинках.
Середній розмір родини становив 3,18.
Віковий розподіл населення поданий у таблиці:
| Стать    | До 15 років | 15-21 | 22-29 | 30-39 | 40-49 | 50-65 | 65-85 | Понад 85 |
| -------- | ----------- | ----- | ----- | ----- | ----- | ----- | ----- | -------- |
| Чоловіки | 17958       | 7303  | 5308  | 12156 | 12996 | 12122 | 6125  | 502      |
| Жінки    | 16915       | 6615  | 5383  | 12854 | 13054 | 11966 | 8131  | 1509     |

## Суміжні округи
- Йорк, Пенсільванія — північний схід
- Балтимор — схід
- Говард — південь
- Монтгомері — південний захід
- Фредерік — захід
- Адамс, Пенсільванія — північний захід

## Виноски
1. ↑  U.S. Decennial Census. United States Census Bureau. Архів оригіналу за 26 квітня 2015. Процитовано 12 вересня 2014.
2. ↑  Historical Census Browser. University of Virginia Library. Архів оригіналу за 11 серпня 2012. Процитовано 12 вересня 2014.
3. ↑  Population of Counties by Decennial Census: 1900 to 1990. United States Census Bureau. Архів оригіналу за 31 жовтня 2014. Процитовано 12 вересня 2014.
4. ↑  Census 2000 PHC-T-4. Ranking Tables for Counties: 1990 and 2000 (PDF). United States Census Bureau. Архів (PDF) оригіналу за 18 грудня 2014. Процитовано 12 вересня 2014.
5. ↑  State & County QuickFacts. United States Census Bureau. Архів оригіналу за 6 червня 2011. Процитовано 24 серпня 2013.(англ.) Наведено за англійською вікіпедією.
6. ↑  American FactFinder. Бюро перепису населення США. Архів оригіналу за 29 липня 2011. Процитовано 31 січня 2008.

| США | Це незавершена стаття з географії США. Ви можете допомогти проєкту, виправивши або дописавши її. |